# Pedologia (pedagogika)
Zasugerowano, aby zintegrować ten artykuł z artykułem Pedologia (psychologia rozwoju dziecka). Nie opisano powodu propozycji integracji.
Pedologia (gr.) – nauka o dziecku; wyodrębniła się i rozwinęła w pierwszej ćwierci XX w., obejmując swym zakresem całość problematyki związanej z rozwojem psychicznym i fizycznym dziecka, a także zastosowaniem tej wiedzy do zagadnień wychowania i nauczania; jej powstanie wiązało się ze wzrostem zainteresowania na przełomie XIX i XX w. sytuacją społeczną dziecka i jego prawami oraz rozwojem badań eksperymentalnych w dziedzinie psychologii rozwojowej; upatrując podstawę wszelkiej działalności wychowawczej w psychologii jednostki.
Pedologia wywarła znaczny wpływ na koncepcje pedagogiczne tego okresu (naturalizm pedagogiczny, pajdocentryzm) oraz przyczyniła się do wykorzystania zdobyczy eksperymentalnej psychologii dziecka i pediatrii w instytucjach oświatowo-wychowawczych: żłobek, przedszkole, szkoła.
Termin pedologii wprowadził amerykański badacz O. Chrisman (1893); w Europie pionierami pedologii byli: A. Binet, E. Claparede i polska psycholog J. Jeteyko, założycielka Międzynarodowego Fakultetu Pedologicznego w Brukseli (1912).